# Tử hình bằng đại bác

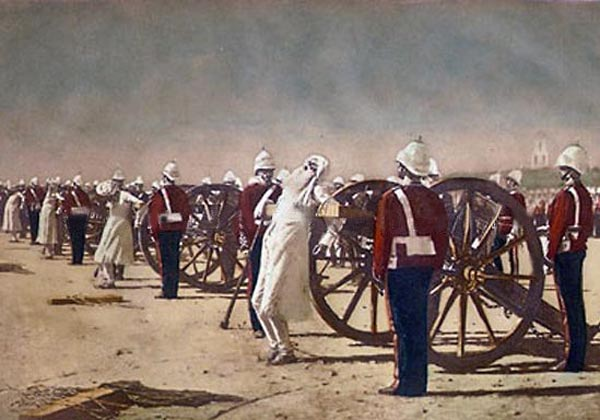
Ức chế cuộc nổi dậy của người Ấn Độ bởi người Anh, trong đó mô tả cuộc hành quyết của những kẻ nổi dậy bằng cách thổi bay người từ một khẩu súng đại bác của người Anh, một bức tranh của Vasily Vereshchagin c. 1884. Lưu ý: Bức tranh này được cho là do hoàng gia Anh mua và có thể đã bị phá hủy (hiện chưa rõ nơi lưu giữ). Nó mô tả một cách ngẫu nhiên về các sự kiện năm 1857 với những người lính mặc đồng phục (lúc đó là hiện tại) vào cuối thế kỷ 19.

Tử hình bằng đại bác hay tử hình bằng súng thần công là một phương thức hành hình, trong đó nạn nhân thường bị trói chặt vào miệng một khẩu súng thần công và sau đó bị bắn.
Tử hình bằng đại bác là một phương thức xử tử được báo cáo từ thế kỷ 16, bởi Đế quốc Mogul và được sử dụng cho đến thế kỷ 20. Phương pháp này được Đế quốc Bồ Đào Nha sử dụng vào thế kỷ 16 và 17, từ đầu năm 1509 trên toàn đế chế của họ từ Cyleon (Sri Lanka ngày nay) đến Mozambique đến Brazil. Người Đế quốc Mogul đã sử dụng phương pháp này trong suốt thế kỷ 17 và đến thế kỷ 18, đặc biệt là chống lại các phiến quân.
Phương thức thực hiện này có liên quan chặt chẽ nhất với chính quyền thuộc địa của Raj thuộc Anh. Sau cuộc khởi nghĩa Ấn Độ năm 1857, "tử hình bằng đại bác" là phương pháp mà người Anh sử dụng để xử tử các phiến quân cũng như đối với những người bản địa bị kết tội đào ngũ. Sử dụng các phương pháp mà người Mogul thực hiện trước đây, người Anh bắt đầu thực hiện phương pháp vào nửa sau của thế kỷ 18.
Việc phá hủy thi thể và phân tán hài cốt trên một khu vực rộng có chức năng tôn giáo đặc biệt như một phương tiện hành hình ở tiểu lục địa Ấn Độ vì nó ngăn chặn hiệu quả các nghi thức tang lễ của người Hồi giáo và Ấn Độ giáo. Vì vậy, đối với các tín đồ, hình phạt đã được mở rộng ra cả bên ngoài cái chết. Điều này được hiểu rõ bởi những kẻ xâm lược nước ngoài và thực tế thường không được họ sử dụng như những kẻ xâm lược đồng thời ở Châu Phi, Australasia hoặc Châu Mỹ. Lần sử dụng phương pháp này gần đây nhất là ở Afghanistan vào năm 1930, để chống lại 11 phiến quân Panjshiri.

## Nghi thức
Một phương pháp thường được ghi nhận về cách hành hình này là trói người bị xử tử vào trước mõm súng và sau đó cho nổ súng bắn. Đang tải pháo với một khẩu súng thần công thực sự được ghi nhận; nhưng thông thường hơn, việc sử dụng viên đạn không có thuốc nổ hoặc đạn chùm (của đại bác) đã được ghi nhận.
Mặc dù việc giữ bất động một nạn nhân trước đầu súng khi bắn là phương pháp được ghi nhận nhiều nhất, một trường hợp ở Istanbul vào năm 1596 cáo buộc rằng nạn nhân thực sự đã bị đưa vào bên trong một khẩu súng và bị xử tử theo cách đó. Các báo cáo tồn tại chứng thực rằng, đôi khi người bị gắn chặt vào một tên lửa và bị bắn vào không trung. Đây được cho là hình phạt dành cho bà-la-môn trong triều đại của Hyder Ali (1761–1782), và cũng trong một vụ án phản quốc vào năm 1800, ở Đế quốc Maratha.

## Vấn đề với phương pháp
Mọi thứ không phải lúc nào cũng diễn ra theo kế hoạch tại các vụ hành quyết như vậy. Tại một cuộc hành quyết hàng loạt tại Fiozpur năm 1857, đã có lệnh sử dụng đạn không nổ nhưng một số súng đã được nạp bằng đạn chùm thay thế. Một số người xem đã đối mặt với các khẩu pháo và bị trúng đạn, một số họ phải cắt cụt chân tay. Ngoài ra, một số binh sĩ đã không rời đi đúng cách và khiến họ bị thương kéo dài do bị bắn trúng bởi những mảnh thịt và xương văng ra.
Những người khác báo cáo với sự rùng rợn về cách những con chim săn mồi bay vòng quanh nơi hành quyết và sà xuống để vồ bắt lấy những mảnh thịt người trong không khí, trong khi những người khác buồn nôn vì những con chó lảng vảng tại nơi hành quyết và lao đến hiện trường để nuốt chửng một số của "món ngon" lan truyền xung quanh sau việc xử tử.

## Đế chế Mogul
Tử hình bằng đại bác là một phương thức thực hiện có một lịch sử lâu dài và đa dạng ở tiểu lục địa Ấn Độ và nhiều báo cáo từ giữa thế kỷ 18 trở đi là minh chứng cho việc sử dụng đa dạng của nó. Phương thức xử tử này được sử dụng trong các cuộc nổi loạn và là hình phạt cho nhiều loại tội phạm.
Một số nhà sử học lưu ý rằng việc xử tử bằng đại bác như một phương thức hành hình là một "hình phạt của Đế quốc Mogul cũ" trên tiểu lục địa Ấn Độ. Ngay trước thời kỳ trị vì của hoàng đế Mogul đầu tiên Babur, con trai ông là Humayun được cho là đã nã súng bắn vào 100 tù nhân Afghanistan vào ngày 6 tháng 3 năm 1526, trong một sự kiện của cha ông trong nhiều cuộc đấu tranh chống lại triều đại Lodi. Trong nửa sau của thế kỷ 17, các thành viên người Jat ở Bắc Ấn Độ đã nổi dậy và đột kích chống lại Đế quốc Mogul và hoàng đế Aurangzeb được cho là đã ra lệnh cho một trong những thủ lĩnh của họ nổ súng. Purbeel Singh được cho là thủ lĩnh Umga cuối cùng của Ấn Độ giáo, gần Aurangabad ở bang Bihar ngày nay, đã bị một hoàng đế Mogul giấu tên đưa đến Aurungabad và bị bắn chết bởi một khẩu súng đại bác. Phiến quân Sikh Banda Singh Bahadur cuối cùng đã bị hoàng đế Farrukhsiyar đánh bại năm 1716 và sau khi bị xử tử, con trai của Banda đã được ra lệnh bắn họ.
Trong khi các trường hợp trước là ví dụ về phiến quân hoặc kẻ thù quân sự bị tử hình bằng đại bác, thời đại Mogul cũng có một vài ví dụ về việc sử dụng hình thức xử tử này cho các loại tội phạm khác. Ví dụ, trong một câu chuyện khá giai thoại từ thời Jahangir (khoảng 1605 – 1627), hoàng đế có sáu mullah bị tử hình bằng đại bác, vì đã chấp thuận bắt cóc và kết hôn với một cô gái theo đạo Hindu một sĩ quan Hồi giáo. Năm 1714, những tên trộm là một sự phiền toái nghiêm trọng đối với một đội hành quân; một cái bẫy đã được tạo ra, và hai tên trộm bị bắt bởi những người bảo vệ che giấu sau đó đã bị bắn. Trong một cuộc bao vây năm 1719, vấn đề của những kẻ đào ngũ cuối cùng đã được giải quyết cho chỉ huy của quân đội Mogul bằng cách xử tử bốn kẻ đào ngũ bị bắt, trước sự chứng kiến của quân đội.

## Đế quốc Bồ Đào Nha
Thực dân Bồ Đào Nha trong một số báo cáo bị buộc tội là đã sử dụng  đại bác như một hình thức tử hình ở nhiều thuộc địa của họ.

### Sri Lanka
Nhà thám hiểm người Bồ Đào Nha Francisco de Almeida được cho là đã bắn nhiều cá nhân bằng súng đại bác tại Ceylon, khoảng năm 1509. Trong cuộc bao vây thành phố Colombo bởi Hà Lan vào năm 1656, dân cư thành phố phải chịu đựng nạn đói cùng cực. Một bà mẹ cho con bú bị bỏ đói đến nỗi việc bà không thể cho ra sữa và đứa con của bà sắp chết. Bà đã chọn giết và ăn thịt nó. Khi tướng quân Bồ Đào Nha nhận ra được hành vi ăn thịt người của bà, ông ta đã ra lệnh cho bắn bà bằng một khẩu súng thần công, nhưng trong trường hợp này, các giáo sĩ và công dân chính đã can ngăn ông ta thực hiện điều này.

### Mozambique
Trong chiến dịch thám hiểm năm 1569–73 của Francisco Barreto ở Monomotapa, ông đã có lúc giam cầm khoảng 50 cá nhân Hồi giáo và bị họ "đâm, tử hình bằng đại bác, xé xác trên thân cây, rìu hoặc bắn". Vào giữa thế kỷ 18 Tete, ở phía tây bắc của Mozambique thuộc Bồ Đào Nha, hình phạt tử hình đối với nô lệ được cho là sử dụng phương thức bắn bằng đại bác, và trong thập kỷ đầu tiên của thế kỷ 19, người ta đã báo cáo rằng thủ lĩnh đột kích đã bị người Bồ Đào Nha bắt và xử tử theo cách này.

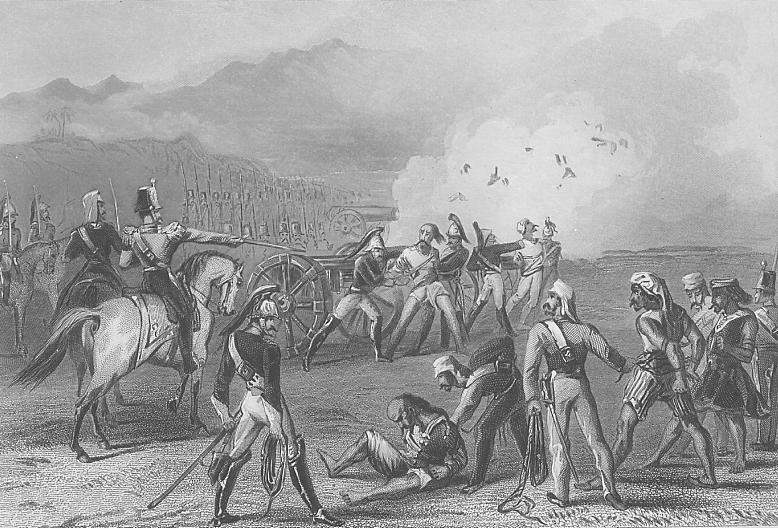
Hành quyết những kẻ nổi dậy bằng cách bắn bằng một khẩu súng đại bác của người Anh, vào ngày 8 tháng 9 năm 1857.

### Brasil
Năm 1618 tại Brasil, cuộc kháng chiến bản địa chống lại người Bồ Đào Nha đã không được thực hiện, mặc dù một thủ lĩnh của họ, Amaro, đã bị bắt làm tù binh và bị giết chết bằng một khẩu súng đại bác.